# 너터 센터
너터 센터(Nutter Center)은 미국 오하이오주 데이턴에 위치한 실내 경기장이다. 현재 NCAA 라이트 주립대학교 홈경기장으로 사용하고 있으면, 과거 ECHL 데이턴 보머스의 홈경기장으로 사용했다.